# Isacco Comneno di Cipro
Isacco Comneno (in greco medievale: Ισαάκιος Κομνηνός, Isaakios Komnēnos; 1155 circa – 1195/1196) fu imperatore di Cipro dal 1184 al 1192, anno in cui Riccardo Cuor di Leone conquistò l'isola nel corso della terza crociata.

## Ascendenza
Era un membro minore della famiglia dei Comneni. Era figlio di Irene Comnena e di un non meglio conosciuto Ducas Camatero. I suoi nonni materni erano il sebastocratore Isacco Comneno e la sua prima moglie Teodora.
Il suo omonimo nonno materno era il figlio terzogenito dell'imperatore bizantino Giovanni II Comneno e di Piroska d'Ungheria. Alla morte di Giovanni II però, l'8 aprile 1143, pur essendo il maggiore tra i figli sopravvissuti, non succedette al padre nella carica; infatti Giovanni II, il 5 aprile 1143, pochi giorni prima di morire, aveva nominato imperatore bizantino il quartogenito Manuele I Comneno (1143-1180), di cui Isacco era pronipote.
Sia Isacco che il suo omonimo nonno non devono essere confusi con il primo Comneno imperatore, Isacco I Comneno (1057-1059), che era zio di Alessio I Comneno (1080-1118) e quindi prozio di Giovanni II.

## Biografia

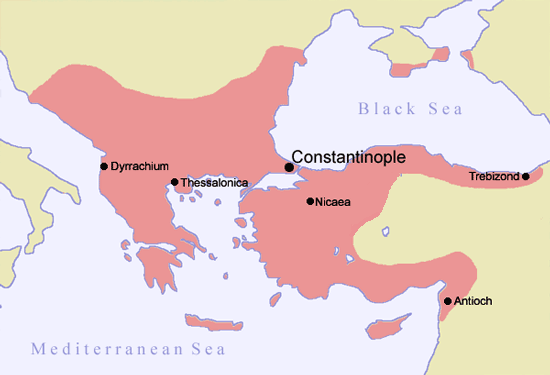
L'Impero Bizantino alla morte di Manuele I Comneno (1180).

Per la biografia di Isacco Comneno ci si basa prevalentemente sulle cronache dello storico bizantino Niceta Coniata.

### Al servizio dell'impero e la prima prigionia
L'imperatore Manuele nominò Isacco governatore dell'Isauria e della città di Tarso, nell'odierna Turchia orientale, da dove iniziò una guerra contro la Piccola Armenia, in seguito alla quale fu catturato dai nemici. Poiché nel frattempo l'imperatore Manuele era morto (24 settembre 1180), sembra che nessuno si sia curato granché del destino di Isacco, così che egli rimase prigioniero per lungo tempo, senza però che ciò contribuisse a migliorarne l'indole. Comunque, poiché quando era a Cipro aveva sposato una principessa armena, le sue condizioni di prigionia non dovettero essere poi troppo dure.
Infine sua zia Teodora Comnena, convinse il neo imperatore Andronico I Comneno (1183-1185), con cui aveva una relazione, a contribuire al suo riscatto, così come fecero il suo patrigno Costantino Macroducas e Andronico Ducas, altro parente ed amico di infanzia, che Niceta ci descrive come un sodomita e depravato. Stranamente, i templari (i Phreri, come li chiama Niceta) diedero anch'essi il loro contributo.

### Il tradimento e la proclamazione a basileus

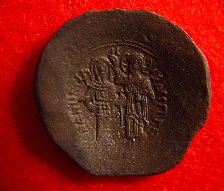
Aggiunta moneta di Andronico I Comneno.

Quando Isacco fu rilasciato nel 1184, era chiaro che era stanco del servizio imperiale. Usò tutto il denaro che gli rimaneva, per assoldare un esercito privato di mercenari e traghettare fino a Cipro. Egli presentò delle lettere imperiali, falsificate, che ordinavano all'amministrazione locale di obbedire a Isacco e che egli sarebbe stato il nuovo governante dell'isola.
Costantino Macroducas e Andronico Ducas dovettero farsi garanti della fedeltà di Isacco all'imperatore: quando Isacco non fece ritorno, Andronico I li fece arrestare per tradimento, sebbene Costantino fosse stato sino ad allora un suo leale sostenitore. Andronico I temeva che Isacco tentasse di usurpargli il trono, dato che un oracolo interpellato dal cortigiano Stefano Agiocristoforite aveva dato come responso che la I (iota) fosse l'iniziale del prossimo imperatore. Quando i prigionieri furono condotti fuori dalla prigione per affrontare i capi d'accusa, Agiocristoforite iniziò a lanciare sassi contro di loro, e costrinse altri ad unirsi a lui. Entrambi i prigionieri vennero impalati di fronte al palazzo dei Mangani. Durante questo periodo, a Costantinopoli furono catturati e uccisi tutti gli amici di Isacco.
Un altro oracolo previde la data in cui il prossimo imperatore avrebbe incominciato a governare, Andronico fu molto sollevato, essendo l'intervallo di tempo troppo breve per Isacco, per potergli permettere di arrivare a Costantinopoli da Cipro.
Intanto Isacco aveva arruolato molti altri soldati bizantini al suo servizio. Egli creò un patriarca di Cipro, che lo incoronò basileus autocratore dei romei (imperatore bizantino), nel 1185. Fece anche coniare delle monete, con la sua effigie e il suo nome. Secondo Niceta Coniata, Isacco dopo poco tempo che fu incoronato imperatore, cominciò a saccheggiare Cipro rapendo le donne, violentando le vergini, imponendo eccessive e crudeli punizioni per i crimini commessi e rubando i beni dei cittadini. Ciprioti molto stimati e venerabili come Giobbe, e un tempo benestanti, si ridussero a mendicare in strada, nudi ed affamati, e molti di essi furono passati a fil di spada da questo irascibile tiranno. Inoltre Isacco fece amputare il piede del suo vecchio maestro Basilo Pentaceno, azione che per Niceta era ancora più spregevole.

### La spedizione punitiva contro Isacco

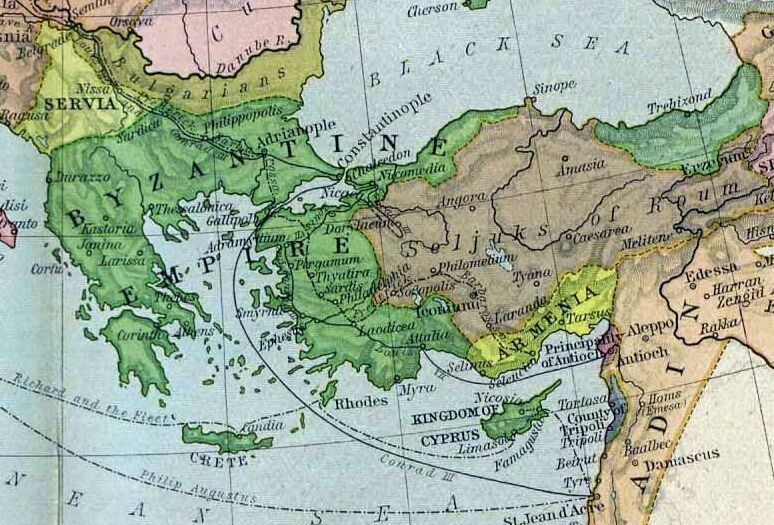
L'impero bizantino nel 1190.

Il 12 settembre 1185, Isacco II Angelo divenne imperatore, spodestando Andronico I, dopo una sommossa popolare a Costantinopoli, che costò la vita dell'ex sovrano. Il nuovo imperatore organizzò nella primavera del 1186, una flotta di 70 navi, per riconquistare Cipro. La flotta bizantina fu affidata al comando di Giovanni Contostefano e di Alessio Comneno, nipote di Andronico I Comneno. Essi non erano adatti come generali della spedizione, visto che Giovanni era molto vecchio, e Alessio era stato accecato anni prima, per ordine di suo zio Andronico I.
I bizantini sbarcarono a Cipro, ma Margarito da Brindisi, ammiraglio della flotta normanna al servizio del re Guglielmo II di Sicilia (1166-1189) catturò e affondò le navi bizantine dopo che i soldati erano sbarcati sull'isola. Isacco, o più probabilmente Margaritone, sconfisse più di una volta le truppe bizantine, i capitani bizantini furono catturati, e portati in Sicilia, dove vennero decapitati, mentre il resto dei marinai rimasti a Cipro, dovette cavarsela come meglio poteva. Pochi di essi fecero ritorno a casa, tutti gli altri perirono.

### La seconda prigionia

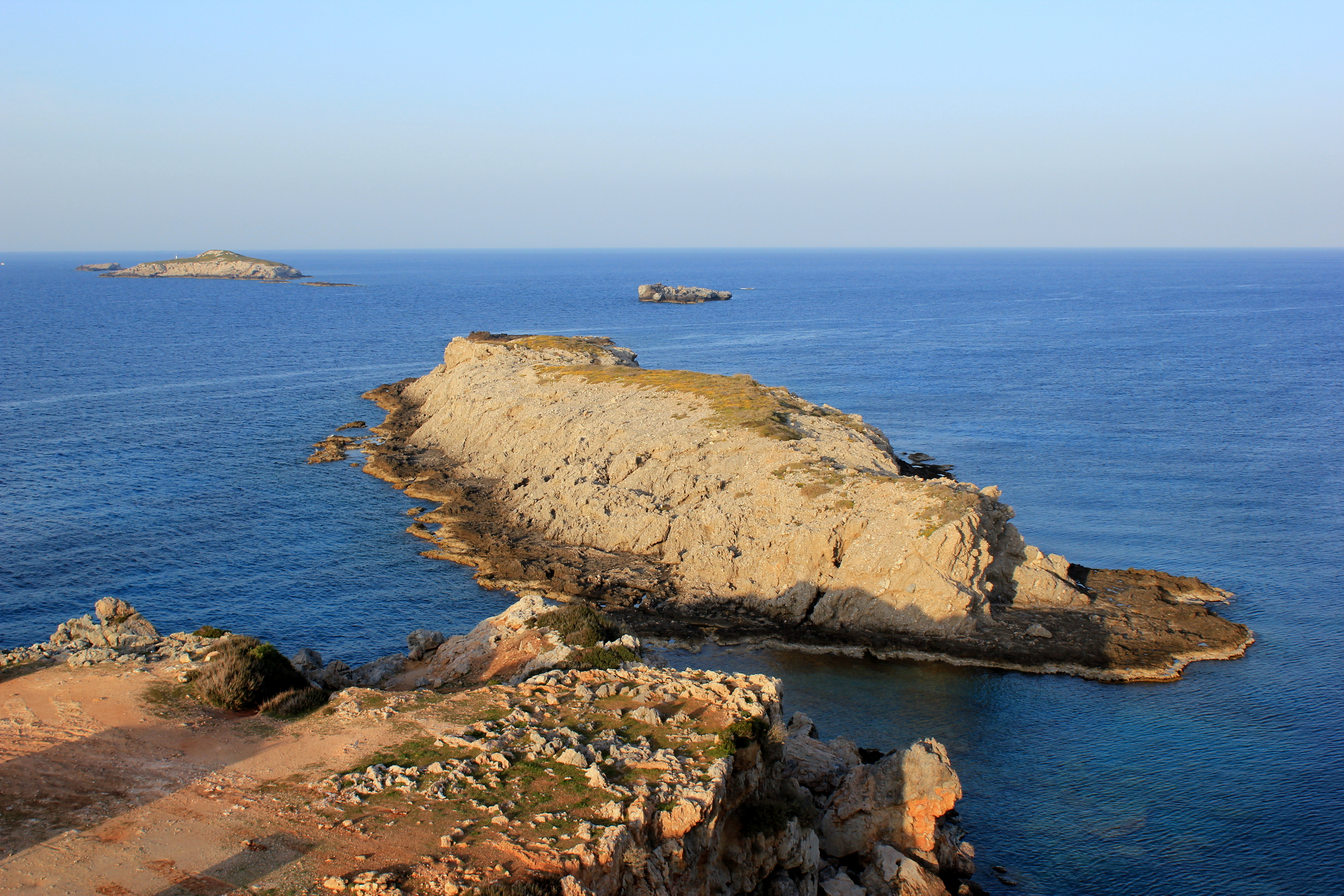
Capo dell'Apostolo Andrea, dove Isacco fu catturato dai Crociati di Riccardo Cuor di Leone.

Nel 1192 la fidanzata e la sorella del re inglese Riccardo I Cuor di Leone, naufragarono a Cipro e furono catturate da Isacco. Per ritorsione Riccardo (che Niceta chiama "re dei Inglines") conquistò l'isola, mentre era in rotta per Tiro. Isacco fu fatto prigioniero vicino a Capo Sant'Andrea nella penisola del Karpas, la punta più orientale dell'isola. Secondo la tradizione, Riccardo promise ad Isacco che non l'avrebbe imprigionato duramente e a lungo, e così fu messo in prigionia onoraria da Riccardo. Ma la situazione si capovolse, Riccardo vendette Cipro ai cavalieri di San Giovanni, Isacco fu deportato a Margat vicino a Tripoli, dove fu imprigionato, fino a che non fu rilasciato nel 1194 circa.

### Il complotto contro Alessio III e la morte

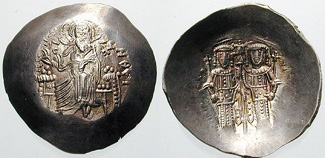
Moneta di Alessio III Angelo.

Isacco andò nel sultanato di Rum, dove cercò di ottenere il sostegno contro il nuovo imperatore bizantino, Alessio III Angelo (1195-1203). Tuttavia, le ambizioni di Isacco svanirono, in quanto egli morì avvelenato nel 1195 o 1196.
Isacco è descritto come un uomo irascibile e violento, "bollente con rabbia come un pentolone sul fuoco", ma Niceta chiaramente è molto parziale sulle vicende della vita di Isacco. La crudeltà che gli viene attribuita è poca in confronto a quella dell'imperatore Andronico I. Egli sembra che fosse alleato con Guglielmo II di Sicilia, che fu una potente spina nel fianco dell'impero bizantino, e che lo aiutò a tenere l'isola fino all'arrivo di Riccardo I. Aveva contatti anche con Saladino.

## La figlia di Isacco
Sì è sicuri che Isacco ebbe una figlia, il cui nome non è però registrato. Le cronache la chiamano solitamente la "donzella di Cipro" oppure signorina di Cipro; il Continuatore di Guglielmo di Tiro, nel libro XXVIII del Recueil des historiens des croisades. Historiens occidentaux che la definisce la fille de l'empereor de Chypre.

Sempre secondo il Continuatore di Guglielmo di Tiro, la fanciulla fu presa prigioniera da Riccardo Cuor di Leone, quando conquistò l'isola di Cipro e suo padre fu deposto.
Poi seguì Riccardo, prima a San Giovanni d'Acri, in Palestina, al seguito della sorella, Giovanna d'Inghilterra, ex regina consorte di Sicilia, e della moglie di Riccardo, Berengaria di Navarra, poi, nel 1191, via mare, le due regine in Aquitania.
La figlia di Isacco ottenne la libertà solo dopo la morte di Riccardo, nel 1199.
Volendo ritornare a Cipro, attraversò la Provenza, per recarsi a Marsiglia, dove incontrò il conte Raimondo VI di Tolosa, che, da poco vedovo di Giovanna d'Inghilterra, la sposò, nel 1200 circa.

Sempre secondo il Recueil des historiens des croisades. Historiens occidentaux Raimondo tenne con sé la figlia dell'imperatore di Cipro, per un breve periodo e poi la ripudiò e la cacciò dalla contea (mist hors de sa terre).
Dopo la separazione, avvenuta nel 1202 circa, la figlia di Isacco si recò a Marsiglia, dove incontrò Teodorico di Fiandra, che nel Recueil des historiens des croisades. Historiens occidentaux viene chiamato Baldovino (un chevalier… Bauduins avoit noim), uno degli organizzatori della quarta crociata e che sposò, nel 1203, come secondo marito. Teodorico o Thierry, era figlio illegittimo di Filippo I, conte delle Fiandre, come ci conferma lo storico francese, Goffredo di Villehardouin, nel suo Memoirs or Chronicle of The Fourth Crusade and The Conquest of Constantinople.
I due coniugi navigarono da Marsiglia nel 1204, con un convoglio di fiamminghi, che volevano far parte della quarta crociata, raggiungendo l'isola di Cipro dove Isacco era stato imperatore. I due coniugi avrebbero voluto far valere i diritti di eredi di Isacco e, sempre secondo il Continuatore di Guglielmo di Tiro, si presentarono al nuovo re di Cipro, Amalrico di Lusignano, che non accolse le loro richieste, ma li condannò ad essere esiliati da Cipro.
Allora Teodorico e la moglie lasciarono Cipro e si rifugiarono in Armenia.